# Hetefejércse
Hetefejércse ist eine ungarische Gemeinde im Kreis Vásárosnamény im Komitat Szabolcs-Szatmár-Bereg.

## Geografische Lage
Hetefejércse liegt ungefähr 10 Kilometer östlich der Kreisstadt Vásárosnamény. Nachbargemeinden sind Tarpa, Gulács und Csaroda.

## Geschichte
Hetefejércse entstand 1977 durch den Zusammenschluss der Orte Hete und Fejércse.

## Sehenswürdigkeiten
- Heimatmuseum (Falumúzeum)
- Reformierte Kirche im Ortsteil Fejércse
- Reformierte Kirche im Ortsteil Hete

## Verkehr
Durch Hetefejércse verläuft die Landstraße Nr. 4125. Der nächstgelegene Bahnhof befindet sich in Vásárosnamény.